# Mesocletodes robustus
Mesocletodes robustus är en kräftdjursart som beskrevs av Por 1965. Mesocletodes robustus ingår i släktet Mesocletodes och familjen Argestidae. Arten är reproducerande i Sverige. Inga underarter finns listade i Catalogue of Life.